# شبه فعل
في النحو العربي يُطلق مصطلح شبه الفعل على ما يعمل عملَ الفعلِ من الأسماء، وهي أسماء شابهت الفعل في دلالته على الحدث، وأحياناً في دلالته على الحدث والزمان كلاهما، ولكنها خالفته في دون ذلك. وأشباه الأفعال ترفع فاعلاً وأحياناً تنصب مفعولاً. وتأتي على ثلاثة أصناف: اسم الفعل، المصدر العامل، المشتقات.